# Радків (Люблінське воєводство)
Радків (або Ратків, пол. Radków) — село у Польщі, у ґміні Телятин Томашівського повіту Люблінського воєводства. Населення — 188 осіб (2011).

## Історія
1730 року вперше згадується церква східного обряду в селі.
За даними етнографічної експедиції 1869—1870 років під керівництвом Павла Чубинського, у селі здебільшого проживали греко-католики, усе населення розмовляло українською мовою.
28 червня 1938 року польська адміністрація в рамках великої акції руйнування українських храмів на Холмщині і Підляшші знищила місцеву православну церкву.
У серпні 1944 року місцеві мешканці безуспішно зверталися до голови уряду УРСР Микити Хрущова з проханням включити село до складу УРСР, звернення підписала 91 особа.
У 1975—1998 роках село належало до Замойського воєводства.

## Населення
Демографічна структура станом на 31 березня 2011 року:
|          | Загалом | Допрацездатний вік | Працездатний вік | Постпрацездатний вік |
| -------- | ------- | ------------------ | ---------------- | -------------------- |
| Чоловіки | 89      | 27                 | 49               | 13                   |
| Жінки    | 99      | 18                 | 52               | 29                   |
| Разом    | 188     | 45                 | 101              | 42                   |